# مارک فیلی
مارکوس مایکل پاتریک فیلی(به انگلیسی: Markus Michael Patrick Feehily) (متولد ۲۸ مه ۱۹۸۰، اسلیگو، ایرلند)، معروف به مارک فیلی از اعضای گروه وست‌لایف است.
وی با شن فیلان در آهنگ‌های وست‌لایف خوانندگی می‌کند
وی همجنسگرا بوده و از سال ۲۰۰۵ با کوین مک‌دید از گروه وی۲ زندگی می‌کند.